# Istogramma di gradienti orientati
L'Istogramma di gradienti orientati (in inglese Histogram of Oriented Gradients e in sigla: HOG) è un descrittore di caratteristiche usate in computer vision ed in elaborazione delle immagini per il riconoscimento di oggetti.
La tecnica conta le occorrenze dell'orientamento del gradiente in porzioni localizzate di una immagine.
Questo metodo è simile al descrittore agli istogrammi orientati al contorno, ai descrittori SIFT e agli shape context ma differisce poiché è calcolato su una griglia densa di celle spaziate uniformi e usa la normalizzazione del contrasto locale sovrapposta per migliorare l'accuratezza.
I primi a descrivere l'Istogramma di gradienti orientati nel giugno 2005 furono Navneet Dalal e Bill Triggs, ricercatori del Istituto Nazionale di Ricerca francese (INRIA) mentre studiavano il problema del rilevamento di pedoni in immagini statiche.